# Gloria Zarza Guadarrama
Gloria Zarza Guadarrama (née le 20 août 1984 à Zinacantepec) est une athlète handisport mexicaine championne paralympique au lancer du poids en catégorie F54 aux Jeux paralympiques d'été de 2024 à Paris.

## Biographie
Gloria Zarza Guadarrama a débuté le sport en 2013 à Toluca (Mexique) pour améliorer sa santé et perdre du poids. L'entraîneur Ricardo Robles lui conseille le lancer du poids.
Elle participe aux Jeux paralympiques d'été de 2016 de Rio de Janeiro où elle échoue au pied du podium avec une quatrième au lancer du poids F54. Elle participe ensuite aux championnats du monde d'athlétisme handisport 2017 de Londres et aux championnats du monde d'athlétisme handisport 2019 de Dubaï où elle remporte la médaille de bronze lors de ces deux compétitions.
Aux Jeux paralympiques d'été de 2020 de Tokyo, elle prend la deuxième place du concours F54 du lancer du poids et obtient la médaille d'argent. Aux Jeux parapanaméricains de Santiago du Chili, elle obtient aussi une médaille d'argent au lancer du poids et termine à la cinquième place au lancer du javelot.
En 2024, aux championnats du monde d'athlétisme handisport 2024 de Kobe, Gloria Zarza Guadarrama devient championne du monde du lancer du poids avec un lancer à 8,04 m ce qui lui permet de se qualifier les prochains Jeux paralympiques, ceux de Paris . Aux Jeux paralympiques d'été de 2024 de Paris, elle remporte la compétition du lancer du poids F54. Dans cette épreuve, elle bat la brésilienne Elizabeth Rodrigues Gomes et la compétitrice ouzbèke Nurkhon Kurbanova.

### Vie privée
Elle a un fils.